# Higuchi Hiroki
Hiroki Higuchi (樋口 寛規, sinh ngày 16 tháng 4 năm 1992) là một cầu thủ bóng đá người Nhật Bản thi đấu ở vị trí tiền đạo.

## Thống kê câu lạc bộ
Cập nhật đến ngày 23 tháng 2 năm 2018.
| Thành tích câu lạc bộ | Thành tích câu lạc bộ | Thành tích câu lạc bộ | Giải vô địch | Giải vô địch | Cúp                   | Cúp                   | Cúp Liên đoàn | Cúp Liên đoàn | Tổng cộng | Tổng cộng |
| Mùa giải              | Câu lạc bộ            | Giải vô địch          | Số trận      | Bàn thắng    | Số trận               | Bàn thắng             | Số trận       | Bàn thắng     | Số trận   | Bàn thắng |
| Nhật Bản              | Nhật Bản              | Nhật Bản              | Giải vô địch | Giải vô địch | Cúp Hoàng đế Nhật Bản | Cúp Hoàng đế Nhật Bản | J. League Cup | J. League Cup | Tổng cộng | Tổng cộng |
| --------------------- | --------------------- | --------------------- | ------------ | ------------ | --------------------- | --------------------- | ------------- | ------------- | --------- | --------- |
| 2011                  | Shimizu S-Pulse       | J1 League             | 0            | 0            | 0                     | 0                     | 0             | 0             | 0         | 0         |
| 2012                  | Shimizu S-Pulse       | J1 League             | 0            | 0            | 0                     | 0                     | 0             | 0             | 0         | 0         |
| 2012                  | FC Gifu               | J2 League             | 34           | 6            | 1                     | 2                     | -             | -             | 35        | 8         |
| 2013                  | Shimizu S-Pulse       | J1 League             | 0            | 0            | 0                     | 0                     | 0             | 0             | 0         | 0         |
| 2013                  | FC Gifu               | J2 League             | 33           | 3            | 1                     | 0                     | -             | -             | 34        | 3         |
| 2014                  | Shimizu S-Pulse       | J1 League             | 0            | 0            | 0                     | 0                     | 0             | 0             | 0         | 0         |
| 2014                  | Shonan Bellmare       | J2 League             | 11           | 1            | 0                     | 0                     | -             | -             | 11        | 1         |
| 2015                  | SC Sagamihara         | J3 League             | 31           | 11           | 0                     | 0                     | -             | -             | 31        | 11        |
| 2016                  | Fukushima United FC   | J3 League             | 30           | 9            | 2                     | 1                     | -             | -             | 32        | 10        |
| 2017                  | Fukushima United FC   | J3 League             | 16           | 3            | -                     | -                     | -             | -             | 16        | 3         |
| Tổng                  | Tổng                  | Tổng                  | 155          | 33           | 4                     | 3                     | 0             | 0             | 159       | 36        |